# Stellaria porsildii
Stellaria porsildii är en nejlikväxtart som beskrevs av C.C. Chinnappa. Stellaria porsildii ingår i släktet stjärnblommor, och familjen nejlikväxter. Inga underarter finns listade i Catalogue of Life.